# Jean-Henri Naderman
Jean-Henri Naderman est un harpiste, luthier et compositeur né à Fribourg le 20 juillet 1734 et mort à Paris le 4 février 1799. 

## Biographie
Naderman s'installe à Paris en 1762. Au service de la reine Marie-Antoinette, il réalise et perfectionne les harpes de la reine, lors de l'arrivée de celle-ci en France.
Il a deux fils, François-Joseph (1781-1835) et Henri (1783-1841), harpistes et professeurs au Conservatoire de musique de Paris.
Il ouvre un magasin de musique rue d'Argenteuil en 1773 puis reprend en 1796 le fonds de commerce de l'éditeur Charles-Georges Boyer, rue de la Loi à l'enseigne « À clef d'or ». Sa femme, Barbe-Rose Courtois (1755-1839), lui succède à sa mort, confiant à ses fils la fabrication des instruments.